# Gennem Livets Skole
Gennem Livets Skole er en dansk stum dramafilm fra 1908 af produceret af Nordisk Films Kompagni og instrueret af Viggo Larsen. 

## Handling
Denne artikel mangler et handlingsreferat. Hjælp os med at skrive det.